# Autoritratto (van Dyck Monaco)
Attorno al 1620, van Dyck dipinse tre autoritratti, uno conservato a New York, uno a San Pietroburgo e questo a Monaco. In questo autoritratto van Dyck si mostra tranquillo e ancora una volta sicuro di sé. Indossa un abito di seta nera e una collana d'oro, forse qualche riconoscimento artistico, guardando l'osservatore dritto negli occhi.